# Liste der Stolpersteine in Neustadt an der Weinstraße
Die Liste der Stolpersteine in Neustadt an der Weinstraße enthält alle Stolpersteine, welche von Gunter Demnig in Neustadt an der Weinstraße verlegt wurden. Sie sollen an die Opfer des Nationalsozialismus erinnern, die in Neustadt an der Weinstraße ihren letzten bekannten Wohnsitz hatten, bevor sie deportiert, ermordet, vertrieben oder in den Suizid getrieben wurden.
Hinweis: Die Liste ist sortierbar. Durch Anklicken eines Spaltenkopfes wird die Liste nach dieser Spalte sortiert, zweimaliges Anklicken kehrt die Sortierung um. Durch das Anklicken zweier Spalten hintereinander lässt sich jede gewünschte Kombination erzielen. Person / Inschrift wird nach Nachname, Vorname sortiert.
Anklicken des Bildes vergrößert das Bild.

## Verlegte Stolpersteine
| Bild | Person, Inschrift | Adresse                                          | Verlege- datum | weitere Informationen |
| --- | --- | ------------------------------------------------ | -------------- | --------------------- |
| Stolperstein für Moritz Weil | Hier wohnte Moritz Weil Jg. 1863 deportiert Nexon tot am 15.11.1942                                                                                     | Fröbelstraße 5 ·                                 |                |                       |
| Stolperstein für Elias Elikann | Hier wohnte Elias Elikann Jg. 1857 deportiert Récébédou tot am 28.7.1941                                                                                | Fröbelstraße 5 ·                                 |                |                       |
| Stolperstein für Ottilie Elikann geb. Wachenheimer | Hier wohnte Ottilie Elikann geb. Wachenheimer Jg. 1873 deportiert Auschwitz verschollen                                                                 | Fröbelstraße 5 ·                                 |                |                       |
| Stolperstein für Leopold Samson | Hier wohnte Leopold Samson Jg. 1864 deportiert tot am 26.10.1941 in Noé                                                                                 | Kurpfalzstraße 54 · Mußbach ·                    |                |                       |
| Stolperstein für Klara Samson | Hier wohnte Klara Samson Jg. 1872 deportiert Gurs tot am 22.10.1940                                                                                     | Kurpfalzstraße 54 · Mußbach ·                    |                |                       |
| Stolperstein für Dr. Karl Strauss | Hier lehrte 1924–1935 Dr. Karl Strauss Jg. 1883 deportiert Auschwitz für tot erklärt                                                                    | Landwehrstraße 22 ·                              | 16. Dez. 2002  |                       |
| Stolperstein für Theodor Klein | Hier wohnte Theodor Klein Jg. 1869 deportiert Gurs tot am 28.11.1942                                                                                    | Amalienstraße 33 ·                               |                |                       |
| Stolperstein für Klara Klein geb. Michel | Hier wohnte Klara Klein geb. Michel Jg. 1876 deportiert Auschwitz verschollen                                                                           | Amalienstraße 33 ·                               |                |                       |
| Stolperstein für Herbert Klein | Hier wohnte Herbert Klein Jg. 1917 deportiert Recebedon tot am 22.7.1941                                                                                | Amalienstraße 33 ·                               |                |                       |
| Stolperstein für Elfriede Klein | Hier wohnte Elfriede Klein Jg. 1920 deportiert Auschwitz verschollen                                                                                    | Amalienstraße 33 ·                               |                |                       |
| Stolperstein für Flora Strauss geb. Behr | Hier wohnte Flora Strauss geb. Behr Jg. 1895 deportiert Auschwitz ermordet 1942                                                                         | Villenstraße 8 ·                                 | 16. Dez. 2002  |                       |
| Stolperstein für Dr. Karl Strauss | Hier wohnte Dr. Karl Strauss Jg. 1883 deportiert Auschwitz ermordet 1942                                                                                | Villenstraße 8 ·                                 | 16. Dez. 2002  |                       |
| Stolperstein für Maria Fehr | Hier wohnte Maria Fehr Jg. 1897 ermordet in einer Reichsanstalt                                                                                         | Volksbadstraße 5 ·                               |                |                       |
| Stolperstein für Henriette Loeb | Hier wohnte Henriette Loeb Jg. 1881 deportiert Auschwitz verschollen                                                                                    | Arndtstraße 3 ·                                  |                |                       |
| Stolperstein für Ludwig Altschüler | Hier wohnte Ludwig Altschüler Jg. 1887 deportiert Piaski für tot erklärt                                                                                | Maximilianstraße 37 ·                            |                |                       |
| Stolperstein für Margaretha Altschüler geb. Halpert | Hier wohnte Margaretha Altschüler geb. Halpert Jg. 1892 deportiert Piaski für tot erklärt                                                               | Maximilianstraße 37 ·                            |                |                       |
| Stolperstein für Betty Grünbaum geb. Löb | Hier wohnte Betty Grünbaum geb. Löb Jg. 1880 deportiert Auschwitz verschollen                                                                           | Gäustraße 26 · Geinsheim ·                       |                |                       |
| Stolperstein für Emilie Mané geb. Lehmann | Hier wohnte Emilie Mané geb. Lehmann Jg. 1875 deportiert Gurs tot am 6.11.1941                                                                          | Gäustraße 51 · Geinsheim ·                       |                |                       |
| Stolperstein für Melli Mané | Hier wohnte Melli Mané Jg. 1899 deportiert Gurs verschollen in Auschwitz                                                                                | Gäustraße 51 · Geinsheim ·                       |                |                       |
| Stolperstein für Isidor Mané | Hier wohnte Isidor Mané Jg. 1870 deportiert Gurs tot am 15.12.1941                                                                                      | Gäustraße 51 · Geinsheim ·                       |                |                       |
| Stolperstein für Nathan Schlessinger | Hier wohnte Nathan Schlessinger Jg. 1857 deportiert Gurs tot 12.6.1941                                                                                  | Hohenzollernstraße 4 ·                           |                |                       |
| Stolperstein für Selma Schlessinger | Hier wohnte Selma Schlessinger Jg. 1893 deportiert Gurs tot 24.11.1941                                                                                  | Hohenzollernstraße 4 ·                           |                |                       |
| Stolperstein für Ludwig Schlessinger | Hier wohnte Ludwig Schlessinger Jg. 1885 deportiert Auschwitz verschollen                                                                               | Hohenzollernstraße 4 ·                           |                |                       |
| Stolperstein für Emil Behr | Hier wohnte Emil Behr Jg. 1859 deportiert Gurs tot 8.1.1941                                                                                             | Hauptstraße 52 ·                                 |                |                       |
| Stolperstein für Emilie Behr geb. Marx | Hier wohnte Emilie Behr geb. Marx Jg. 1860 deportiert Gurs tot 22.12.1940                                                                               | Hauptstraße 52 ·                                 |                |                       |
| Stolperstein für Max Mayer | Hier wohnte Max Mayer Jg. 1884 deportiert Auschwitz ermordet 1942                                                                                       | Kellereistraße 9 ·                               |                |                       |
| Stolperstein für Mina Mayer | Hier wohnte Mina Mayer Jg. 1890 deportiert Auschwitz ermordet 1942                                                                                      | Kellereistraße 9 ·                               |                |                       |
| Stolperstein für Daniel Morgenthau | Hier wohnte Daniel Morgenthau Jg. 1881 deportiert Majdanek verschollen                                                                                  | Marktplatz 8 ·                                   |                |                       |
| Stolperstein für Adele Morgenthau | Hier wohnte Adele Morgenthau Jg. 1885 deportiert Auschwitz verschollen                                                                                  | Marktplatz 8 ·                                   |                |                       |
| Stolperstein für Berta Mayer geb. Honig | Hier wohnte Berta Mayer geb. Honig Jg. 1882 deportiert Auschwitz verschollen                                                                            | Ludwigstraße 10 ·                                |                |                       |
| Stolperstein für Richard Mayer | Hier wohnte Richard Mayer Jg. 1876 deportiert Auschwitz verschollen                                                                                     | Ludwigstraße 10 ·                                |                |                       |
| Stolperstein für Emma Lehmann geb. Freundlich | Hier wohnte Emma Lehmann geb. Freundlich Jg. 1879 deportiert Auschwitz verschollen                                                                      | Hetzelstraße 15 ·                                |                |                       |
| Stolperstein für Karl Lehmann | Hier wohnte Karl Lehmann Jg. 1883 deportiert Auschwitz verschollen                                                                                      | Hetzelstraße 15 ·                                |                |                       |
| Stolperstein für Lina Rödelsheimer | Hier wohnte Lina Rödelsheimer Jg. 1883 deportiert Gurs tot 6.12.1940                                                                                    | Schwesternstraße 8 ·                             |                |                       |
| Stolperstein für Julius Kohlmann | Hier wohnte Julius Kohlmann Jg. 1885 deportiert Auschwitz verschollen                                                                                   | Hauptstraße 47 ·                                 |                |                       |
| Stolperstein für Johanna Kohlmann geb. Alexander | Hier wohnte Johanna Kohlmann geb. Alexander Jg. 1887 deportiert Auschwitz verschollen                                                                   | Hauptstraße 47 ·                                 |                |                       |
| Stolperstein für Ferdinand Kern | Hier wohnte Ferdinand Kern Jg. 1867 Gurs tot am 26.12.1941                                                                                              | Amalienstraße 4 ·                                |                |                       |
| Stolperstein für Helene Kern | Hier wohnte Helene Kern Jg. 1873 deportiert Gurs tot am 12.1.1945                                                                                       | Amalienstraße 4 ·                                |                |                       |
| Stolperstein für Alfred Kern | Hier wohnte Alfred Kern Jg. 1903 Récébédou tot am 4.12.1940 in Gurs                                                                                     | Amalienstraße 4 ·                                |                |                       |
| Stolperstein für Ernst Kern | Hier wohnte Ernst Kern Jg. 1999 deportiert Auschwitz verschollen                                                                                        | Amalienstraße 4 ·                                |                |                       |
| Stolperstein für Emil Haab | Hier wohnte Emil Haab Jg.1898 verhaftet 1938 verurteilt §175 Gefängnis Frankental 1941 Dachau,Ravensbrück 1942 Emslager Brual-Rhede Schicksal unbekannt | Hauptstraße 110 ·                                | 10. Okt. 2021  |                       |
| Stolperstein für Meta Lembach geb. Katz | Hier wohnte Meta Lembach geb. Katz Jg.1925 deportiert 1942 Treblinka ermordet                                                                           | Ludwigstraße 9 ·                                 | 10. Okt. 2021  |                       |
| Stolperstein für Adolf Lembach | Hier wohnte Adolf Lembach Jg.1888 Gegner der Nazi-Diktatur ‘Schutzhaft’ 1933 Lager Neustadt tot 16.1.1942                                               | Ludwigstraße 9 ·                                 | 10. Okt. 2021  |                       |
| Stolperstein für Wilhelm Rosenstiel | Hier wohnte Wilhelm Rosenstiel Jg.1886 Flucht 1937 Holland interniert Westerbork deportiert 1943 Sobibor ermordet 20.3.1943                             | Hetzelstraße 4 ·                                 | 10. Okt. 2021  |                       |
| Stolperstein für Irma Rosenstiel geb. Oppenheimer | Hier wohnte Irma Rosenstiel geb. Oppenheimer Jg.1886 Flucht 1937 Holland interniert Westerbork deportiert 1943 Sobibor ermordet 20.3.1943               | Hetzelstraße 4 ·                                 | 10. Okt. 2021  |                       |
| Stolperstein für Albert Rosenstiel | Hier wohnte Albert Rosenstiel Jg.1925 Flucht 1937 Holland interniert Westerbork deportiert 1943 Sobibor ermordet 20.3.1943                              | Hetzelstraße 4 ·                                 | 10. Okt. 2021  |                       |
| Stolperstein für Liselotte Rosenstiel | Hier wohnte Liselotte Rosenstiel Jg.1923 Flucht 1937 Holland interniert Westerbork deportiert 1943 Sobibor ermordet 20.3.1943                           | Hetzelstraße 4 ·                                 | 10. Okt. 2021  |                       |
| Stolperstein für Sigmund Farnbacher | Hier wohnte Sigmund Farnbacher Jg.1871 Gegner der Nazi-Diktatur ‘Schutzhaft’ 1933 Lager Neustadt tot 12.4.1933 Zweibrücken                              | Hohenzollernstraße 2 ·                           | 10. Okt. 2021  |                       |
| Stolperstein für Emma Farnbacher geb. Moos | Hier wohnte Emma Farnbacher geb. Moos Jg.1877 deportiert 1942 Riga ermordet                                                                             | Hohenzollernstraße 2 ·                           | 10. Okt. 2021  |                       |
| Stolperstein für Dr. Ludwig Farnbacher | Hier wohnte Dr. Ludwig Farnbacher Jg.1905 Gegner der Nazi-Diktatur ‘Schutzhaft’ 1933 Lager Neustadt Flucht 1938 England                                 | Hohenzollernstraße 2 ·                           | 10. Okt. 2021  |                       |
| Stolperstein für Stephan Farnbacher | Hier wohnte Stephan Farnbacher Jg.1902 Gegner der Nazi-Diktatur ‘Schutzhaft’ 1933 Lager Neustadt Flucht 1938 England                                    | Hohenzollernstraße 2 ·                           | 10. Okt. 2021  |                       |
| Stolperstein für Dr. Philipp Bus | Hier inhaftiert Dr. Philipp Bus Jg.1888 verhaftet 4.12.1941 Gestapo-Zentrale Totenschein Selbstmord 17.12.1941 Umstände nie geklärt                     | Konrad-Adenauer-Straße 10 ·                      | 10. Okt. 2021  |                       |
| Bild gesucht Der Benutzer GeorgDerReisende ( Diskussion ) wünscht sich an dieser Stelle ein Bild vom Ort mit diesen Koordinaten 49.32255 8.1357 . Motiv: Diedesfeld, Weinstraße 520: der Stolperstein für Maria Schwarzwälder, die Lage und das Haus Falls du dabei helfen möchtest, erklärt die Anleitung , wie das geht. BW | Hier wohnte Maria Schwarzwälder geb. Hesslein Jg. 1879 deportiert 1942 Theresienstadt ermordet 22.8.1942                                                | Weinstraße 520                                   | 21. Sep. 2023  | [ 3 ]                 |
| | Hier lernte Gusti Ackermann Geb. Mayer JG. 1921 Fluch 1938 USA                                                                                          | Käthe-Kollwitz-Gymnasium Neustadt Villestraße 1  | 09.07.24       |                       |
| | Hier lernte Ilse Levy Geb. Haas JG. 1913 Flucht 1940 USA                                                                                                | Käthe-Kollwitz-Gymnasium Neustadt Villenstraße 1 | 09.07.24       |                       |
| | Hier lernte Elizabeth Joan Weiner Geb. Wolff JG. 1924 Flucht 1940 USA                                                                                   | Käthe-Kollwitz-Gymnasium Neustadt Villenstraße 1 | 09.07.24       |                       |
| | Hier lernte Dorothea Berger Geb. Wolff JG. 1923 Flucht 1940 USA                                                                                         | Käthe-Kollwitz-Gymnasium Neustadt Villenstraße 1 | 09.07.24       |                       |
| | Hier lernte Lieselotte Rosenstiel JG. 1923 Flucht 1937 Holland Interniert Westerbork Deportiert 1943 Sobibor Ermordet 20.03.1943                        | Käthe-Kollwitz-Gymnasium Neustadt Villenstaße 1  | 09.07.24       |                       |

## Liste Gedenkplatte
| Bild                                                                    | Person, Inschrift | Adresse                                     | Verlegedatum | weitere Informationen |  |
| ----------------------------------------------------------------------- | --- | ------------------------------------------- | ------------ | --- |  |
|                                                                         | Karolinenstraße 119 1912–14 Das jüdische Altenheim wird hier gebaut. 1938 Pogromnacht in Deutschland Die Synagoge brennt - Danach brennt das Altersheim. Die Bewohner fliehen in den Wald oder in die Stadt. Zwei Frauen können nicht mehr fliehen.                 | Karolinenstraße 119 · heute · Hauberallee · | 6. März 2003 | Nach Berichten von Augenzeugen in der Pogromnacht bei lebendigen Leibe verbrannt Diese Tafel wird in Neustadt als zwei Stolpersteine gezählt. |  |
| Gedenktafel Neustadt an der Weinstraße Karolinenstraße 119 Fanny Bender | Fanny Bender Jg. 1854 tot 10.11.1938 Neustadt | Karolinenstraße 119 · heute · Hauberallee · | 6. März 2003 | Nach Berichten von Augenzeugen in der Pogromnacht bei lebendigen Leibe verbrannt Diese Tafel wird in Neustadt als zwei Stolpersteine gezählt. |  |
| Gedenktafel Neustadt an der Weinstraße Karolinenstraße 119 Camilla Haas | Camilla Haas Jg. 1855 tot 10.11.1938 Neustadt | Karolinenstraße 119 · heute · Hauberallee · | 6. März 2003 | Nach Berichten von Augenzeugen in der Pogromnacht bei lebendigen Leibe verbrannt Diese Tafel wird in Neustadt als zwei Stolpersteine gezählt. |  |
|                                                                         | 1940 22.Oktober - 27 der Heimbewohner werden von Mannheim nach Gurs/Südfrankreich deportiert. 1940-42 23 sind dort oder in anderen Lagern verhungert und erfroren. 4 von ihnen werden in Auschwitz und Minsk ermordet. Das Schicksal der anderen ist nicht bekannt. | Karolinenstraße 119 · heute · Hauberallee · | 6. März 2003 | Nach Berichten von Augenzeugen in der Pogromnacht bei lebendigen Leibe verbrannt Diese Tafel wird in Neustadt als zwei Stolpersteine gezählt. |  |